# Кулебаки
Кулебаки (рос. Кулебаки) — місто в Кулебацькому міському окрузі Нижньогородської області Російської Федерації.
Населення становить 32 184 особи. Входить до складу муніципального утворення Міський округ місто Кулебаки.

## Історія
Раніше населений пункт належав до ліквідованого 2015 року Кулебацького району. До 2015 року входило до складу муніципального утворення місто Кулебаки.

## Населення
| 1719    | 1828    | 1858    | 1897    | 1916    | 1926    | 1931    |
| ------- | ------- | ------- | ------- | ------- | ------- | ------- |
| 58      | ↗578    | ↘542    | ↗4856   | ↗9000   | ↗15 000 | ↗21 100 |
| 1939    | 1959    | 1967    | 1970    | 1979    | 1989    | 1992    |
| ↗32 800 | ↗44 720 | ↗46 000 | ↗46 252 | ↗48 135 | ↘45 727 | ↘45 500 |
| 1996    | 1998    | 2000    | 2001    | 2002    | 2003    | 2005    |
| ↗45 600 | ↘45 100 | ↘44 400 | ↘44 000 | ↘39 072 | ↗39 100 | ↘38 100 |
| 2006    | 2007    | 2008    | 2009    | 2010    | 2011    | 2012    |
| ↘37 600 | ↘37 200 | ↘36 737 | ↘36 316 | ↘35 759 | ↘35 622 | ↘34 988 |
| 2013    | 2014    | 2015    | 2016    | 2017    |         |         |
| ↘34 494 | ↘34 068 | ↘33 684 | ↘33 280 | ↘32 943 |         |         |